# Serrat dels Ventaders
El Serrat dels Ventaders és una serra situada entre els municipis del Pont de Bar i de les Valls de Valira a la comarca de l'Alt Urgell, amb una elevació màxima de 1.681 metres.